# Apatinska pivara Apatin
Apatinska pivara (code BELEX : APTP) est une entreprise serbe qui a son siège social à Apatin, dans la province de Voïvodine. Elle travaille dans le secteur de la brasserie.
Apatinska pivara est aujourd'hui la plus importante brasserie de Serbie.

## Histoire
Apatinska pivara a été créée en 1756. En décembre 2003, la brasserie belge Interbrew a acheté 99 % du capital en actions de la société. En 2004, Interbrew a fusionné avec la société brésilienne AmBev pour former une nouvelle entité nommée InBev, qui détient ainsi la majorité des actions de Apatinska pivara.
La société a été admise au marché non régulé de la Bourse de Belgrade le 3 mars 2004 et en a été exclue le 19 janvier 2010.

## Activités
Les produits phares d'Apatinska pivara sont la Jelen Pivo et la Pils Light, présentées en canettes ou en bouteilles. La société produit également des boissons gazeuses et des thés glacés.
En avril 2008, la société a annoncé que ses ventes de bière avaient progressé de 2 millions d'hectolitres pour atteindre 3,5 millions d'hectolitres.